# Ластовский, Ростислав Петрович
Ростислав Петрович Ластовский (1907—1983) — советский учёный, доктор химических наук. Лауреат Сталинской премии.

## Биография
В 1930 г. окончил Московский химико-технологический институт и был оставлен на кафедре аналитической химии. Одновременно до 1947 года работал в НИИ органических полупродуктов и красителей—сначала младшим научным сотрудником, затем руководителем аналитической и одной из синтетических лабораторий.
С 1947 года зам. директора по научной работе ВНИИ химических реактивов и особо чистых химических веществ (ИРЕА).
Доктор химических наук, профессор. Основоположник советской научной школы в области химии комплексонов.
Заслуженный деятель науки и техники РСФСР (1968).
Умер в 1983 году. Похоронен на Пятницком кладбище.

## Награды
Сталинская премия 1949 года — за разработку методики получения реактивов особой чистоты.
Награждён орденами Ленина (1949), Трудового Красного Знамени, тремя медалями.